# Bompietro
Bompietro – miejscowość i gmina we Włoszech, w regionie Sycylia, w prowincji Palermo.
Według danych na rok 2004 gminę zamieszkiwało 1750 osób, 41,7 os./km².